# Banco Karasev
El Banco Karasev, previamente también conocido como Banco Boris Karasev, es una formación aislada en la morfología del relieve oceánico, con características de un macizo o monte submarino, que se ubicada en la vertiente occidental de la Dorsal de Chile, en el Océano Pacífico. Más exactamente se emplaza a unos 175 km al S-S-O del extremo Oeste del encuentro de dicho cordón sumergido y la Zona de Fractura de Guafo, ubicándose en un área intermedia entre esta zona de fractura y la próxima Zona de Fractura Gamblin, que corre más al Sur. El banco se ubica a unos 625 km aproximados de la costa sudamericana más próxima, la Península de Taitao. 

## Descubrimiento
El nombre de este accidente geográfico es un homenaje al biólogo ruso Boris E. Karasev (1932-1978) que trabajó en la exploración del océano Pacífico. La denominación fue propuesta en 1987 por el NVIRO, el instituto soviético de investigación pesquera y oceanográfica, luego de que el banco fuera descubierto en 1979 por un buque de investigación pesquera de esa nacionalidad, el Atlant.

## Descripción
GEBCO (General Bathymetric Chart of the Oceans, "Carta Batimétrica General de los Océanos"), al verificar el descubrimiento del NVIRO, asignó una profundidad mínima de 101 m. Según batimetría de baja resolución provista al público por diversos organismos (NOAA, GEBCO y Armada de Estados Unidos), el Banco Karasev tendría la forma aproximada de una elipse orientada en sentido E-O, con una base de unos 36 x 27 km aproximadamente. En el fondo marino circundante las profundidades oscilarían alrededor de los -3.700 m s. n. m. Las laderas son bastante pronunciadas, hasta ascender a un área superior de 20x12 km, donde las profundidades variarían entre unos -600 y -52 m s. n. m. Se aprecian dos cimas, una al SE (-52 m s. n. m.), que constituye la mayor elevación de la cresta que recorrería la formación por su flanco Sur, y otra al O (-139 m s. n. m.). Aunque se deben considerar todos estos últimos datos de profundidad como inexactos, debido a la citada baja definición. 

### ¿Antigua isla?
Considerando el sondaje de -101 m s. n. m., que es publicado a firme en los sumarios de GEBCO-SCUFN, se puede considerar que, a menos que intervinieran posteriores o previas modificaciones radicales en la elevación del terreno (no se han publicado estudios geológicos específicos relativos a la formación), parte de la mayor cumbre del Banco Kasarev debió emerger en forma de una pequeña isla durante el Último Máximo Glacial (alrededor de 20.000 años atrás), debido a que en este período el nivel del mar bajó entre 120 y 140 m respecto a su cota contemporánea.